# La Troisième Planète

La Troisième Planète - Structures familiales et système idéologiques est un essai d'Emmanuel Todd, publié en 1983 aux éditions du Seuil.

## Présentation
Dans cet essai, Emmanuel Todd définit les paramètres qui déterminent différentes structures familiales, s'appuyant sur les travaux de Frédéric Le Play. Il établit une typologie de ces structures et explore les liens qu'elles entretiennent avec les mouvements idéologiques, les religions, l'alphabétisation, les évolutions démographiques et le développement,.